# Haplotrichum chilense
Haplotrichum chilense är en svampart som först beskrevs av Linder, och fick sitt nu gällande namn av Hol.-Jech. 1976. Haplotrichum chilense ingår i släktet Haplotrichum och familjen Botryobasidiaceae.   Inga underarter finns listade i Catalogue of Life.